# Ørestad Gymnasium
Ørestad Gymnasium (OEG) er et alment gymnasium (stx) beliggende i Ørestad City på Amager. Fra åbningen i 2005 til 2007 havde gymnasiet til huse i lokaler hos Københavns Universitet Amager (KUA). Fra 2007 flyttede gymnasiet i egne lokaler i en bygning på 12.000 m2 tegnet af 3XNielsen. Bygningen blev tegnet i forlængelse af gymnasiereformen fra 2005. I 2015 udvidede Ørestad Gymnasium med 2.300 m2 i en bygning i sammenhæng med shoppingcenteret Field's. Bygningen kaldes Mediebyen, der blev bygget med tanke på at give mere plads og bedre vilkår til at arbejde med medieproduktioner. I mediebyen er der adgang til professionelt kameraudstyr, TV-studie, redigeringsrum og 2 biografsale. 
Den officielle indvielse af gymnasiets nye bygning i Ørestad City skete den 10. maj 2007: Kronprins Frederik af Danmark og Kronprinsesse Victoria af Sverige foretog indvielsen.

## Arkitektur
Ørestad Gymnasiums hovedbygning fra 2007 er kendt for sin innovative arkitektur uden traditionelle korridorer og klasselokaler og med åbne, fleksible rum, der er tilpasset gymnasiets digitale profil, hvor al undervisning er webbaseret. Fire boomerang-formede etager overlapper i en glidende, roterende forskydning som lukkeren i et kamera. De udgør bygningens struktur og rummer de fire studiezoner: humaniora, samfundsfag, medier og naturvidenskab. Hver studiezone er placeret på hver sin etage, der hver især rummer mulighed for at etablere læringsmiljøer til både individuelle studier og gruppeorienteret arbejde. Rotationen af de fire etager skyder hver især et stykke af etagen ud i det høje centrale rum. De forskudte etager åbner sig mod det centrale fællesrum, hvor hovedtrappen snor sig hele vejen op til tagterrassen. Hovedtrappen er hjertet i gymnasiets sociale og uddannelsesmæssige liv og den primære forbindelse mellem etagerne.
Ørestad Gymnasium har vundet Københavns Kulturfonds Pris i 2007 og Forum AID i 2008 som bedste skandinavisk byggeri. Bygningen var desuden nomineret til Mies van der Rohe Prisen i 2009.

## Undervisningsprofil
Ørestad Gymnasium er Danmarks første 100% digitale gymnasium. Der er ingen fysiske bøger, al undervisning er webbaseret, og der arbejdes med medieproduktioner som en integreret del af undervisningen. Udgangspunktet for undervisningen er virkelige problemer, der understøttes af e-bøger og anden elektronisk materiale. Gymnasiets arkitektur er tilpasset undervisningen, der dels foregår i åbne gruppemiljøer og dels i klasselokaler. Samspillet mellem læring og arkitektur giver Ørestad Gymnasium nogle unikke muligheder, som man ikke finder andre steder. Ørestad Gymnasium samarbejder med bl.a. IT-Universitetet og flere nationale medier som DR og TV2. På YouTube kan man se Ørestad Gymnasiums videoer om matematik.
Ørestad Gymnasium har flere år været Danmarks mest søgte gymnasium.
Bestyrelsen består bl.a. af repræsentanter fra Danske Erhvervsskoler, By & Havn, IT-Universitetet, Design to Improve Life og Københavns Kommune.

## Rektorer
- 2005–2018: Allan Kjær Andersen
- 2018–2019: Jonas Lindelof
- 2019–2020: Lars Viborg Jørgensen (konstitueret)
- 2020–2024: Mads Lyngby Skrubbeltrang
- 2024–2025: Peter Bech Sørensen (konstitueret)
- 2025– : Inge Voller